# Harry Garside
Harrison „Harry“ Garside (* 22. Juli 1997 in Mooroolbark, Victoria) ist ein australischer Boxer im Leichtgewicht.

## Amateurkarriere
Harry Garside begann im Alter von neun Jahren mit dem Boxen und wurde als Amateur von Brian Levier trainiert. Er wurde 2015 Australischer Jugendmeister und nahm im selben Jahr als australischer Teamkapitän an den Commonwealth-Jugendspielen in Apia teil, wo er im Achtelfinale gegen den späteren Bronzemedaillengewinner Dalton Smith ausschied.
Bei den Erwachsenen wurde er 2016, 2017 und 2019 jeweils Australischer Meister im Leichtgewicht, sowie 2018 Australischer Meister im Halbweltergewicht.
Im März 2016 nahm er an der Olympiaqualifikation für Asien und Ozeanien in Qian’an teil, wo er im Viertelfinale mit 1:2 gegen Shan Jun unterlag. Er startete daraufhin im Juni 2016 noch beim Olympiaqualifikations-Turnier in Baku, wo er im Achtelfinale gegen Volkan Gökçek unterlag.
2017 gewann er die Oceanian Championships in Gold Coast, womit er sich für die Weltmeisterschaften 2017 in Hamburg qualifizierte. Dort verlor er in der Vorrunde mit 2:3 gegen Karen Tonakanjan.
2018 gewann er die Commonwealth Games in Gold Coast und schlug dabei im Finale Manish Kaushik. 2019 nahm er an der Weltmeisterschaft in Jekaterinburg teil, wo er im Achtelfinale des Halbweltergewichts gegen den Jugend-Olympiasieger Ilija Popow ausschied.
Bei der asiatisch-ozeanischen Olympiaqualifikation 2020 in Amman verlor er im Viertelfinale gegen Elnur Abduraimov und scheiterte in den Box-offs gegen den ebenfalls im Viertelfinale ausgeschiedenen Manish Kaushik. Garside erhielt jedoch aufgrund seiner Ranglistenplatzierung, nachdem ein weiteres Qualifikationsturnier aufgrund der COVID-19-Pandemie abgesagt worden war, noch einen Startplatz bei den 2021 in Tokio ausgetragenen Olympischen Spielen. Bei Olympia besiegte er John Ume, Jonas Junias und Sakir Safiullin, wodurch er ins Halbfinale einzog und sich damit bereits eine Medaille sichern konnte. Beim Kampf um den Einzug ins Finale unterlag er gegen Andy Cruz Gómez und schied mit einer olympischen Bronzemedaille aus. Es handelte sich dabei um die erste Olympiamedaille eines australischen Boxers seit den Sommerspielen 1988 in Seoul, als Grahame Cheney die Silbermedaille im Halbweltergewicht gewinnen konnte.
Bei den Pazifikspielen 2023 qualifizierte er sich dann auch für die Olympischen Spiele 2024 in Paris, wo er im Halbweltergewicht gegen Richárd Kovács ausschied.

## Profikarriere
Nach den Olympischen Spielen 2020 wechselte er in das Profilager und wird dort von Johnny Lewis trainiert, sein Debüt gewann er im Dezember 2021.
Am 6. April 2022 gewann er den Australischen Meistertitel im Leichtgewicht.